# Sornfelli
Sornfelli è una montagna alta 749 metri sul mare situata sull'isola di Streymoy, la maggiore dell'arcipelago delle Isole Fær Øer, in Danimarca.
È la trentesima montagna, per altezza, dell'intero arcipelago, e la settima, sempre per altezza, dell'isola.
Dista circa 12 km da Tórshavn, capoluogo dell'isola. Occorrono però 20 km di tornanti per raggiungere il plateau a 725 metri di altezza dove è presente dal 1958 una stazione militare NATO e, dal 1999, la Sornfelli Meteorological Station proprio al centro del plateau, che misura circa 40.000 m².
I dati della stazione meteo relativi all'anno 2000 davano le seguenti temperature:
1. Temperatura annuale media dell'aria: +1.7 °C
2. Temperatura media del mese più freddo (aprile): -2.2 °C

Il centro del plateau della montagna

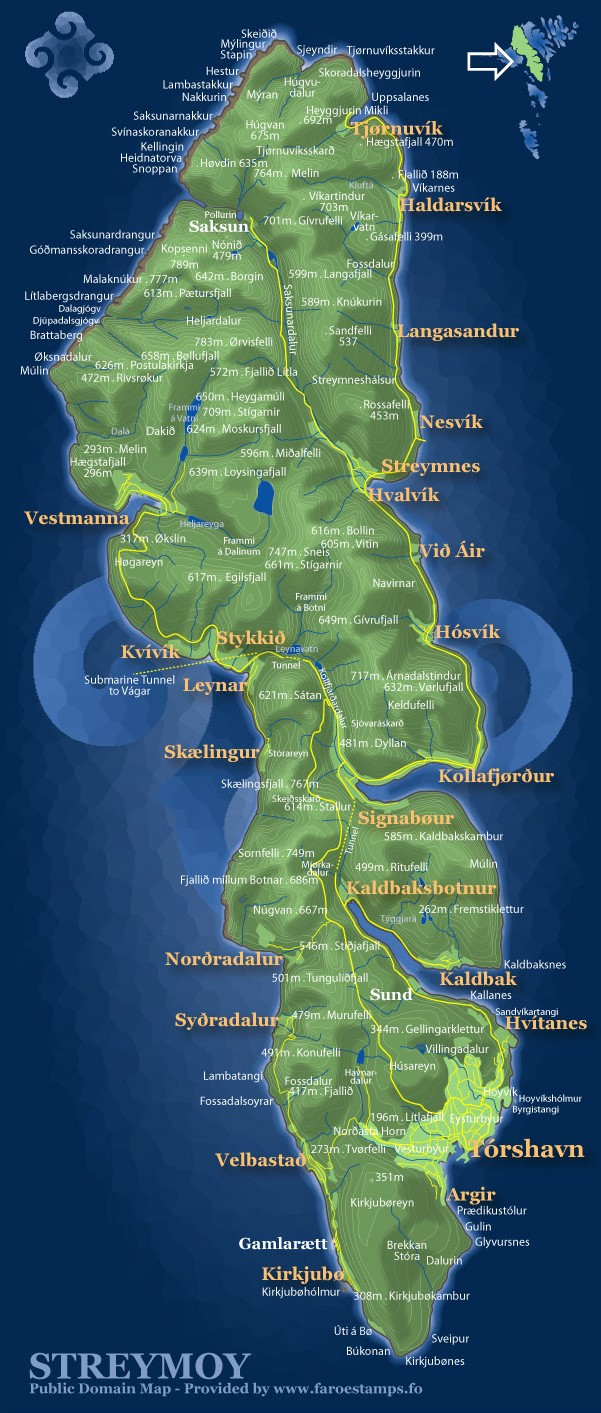
isola di Streymoy, mappa delle località e delle alture

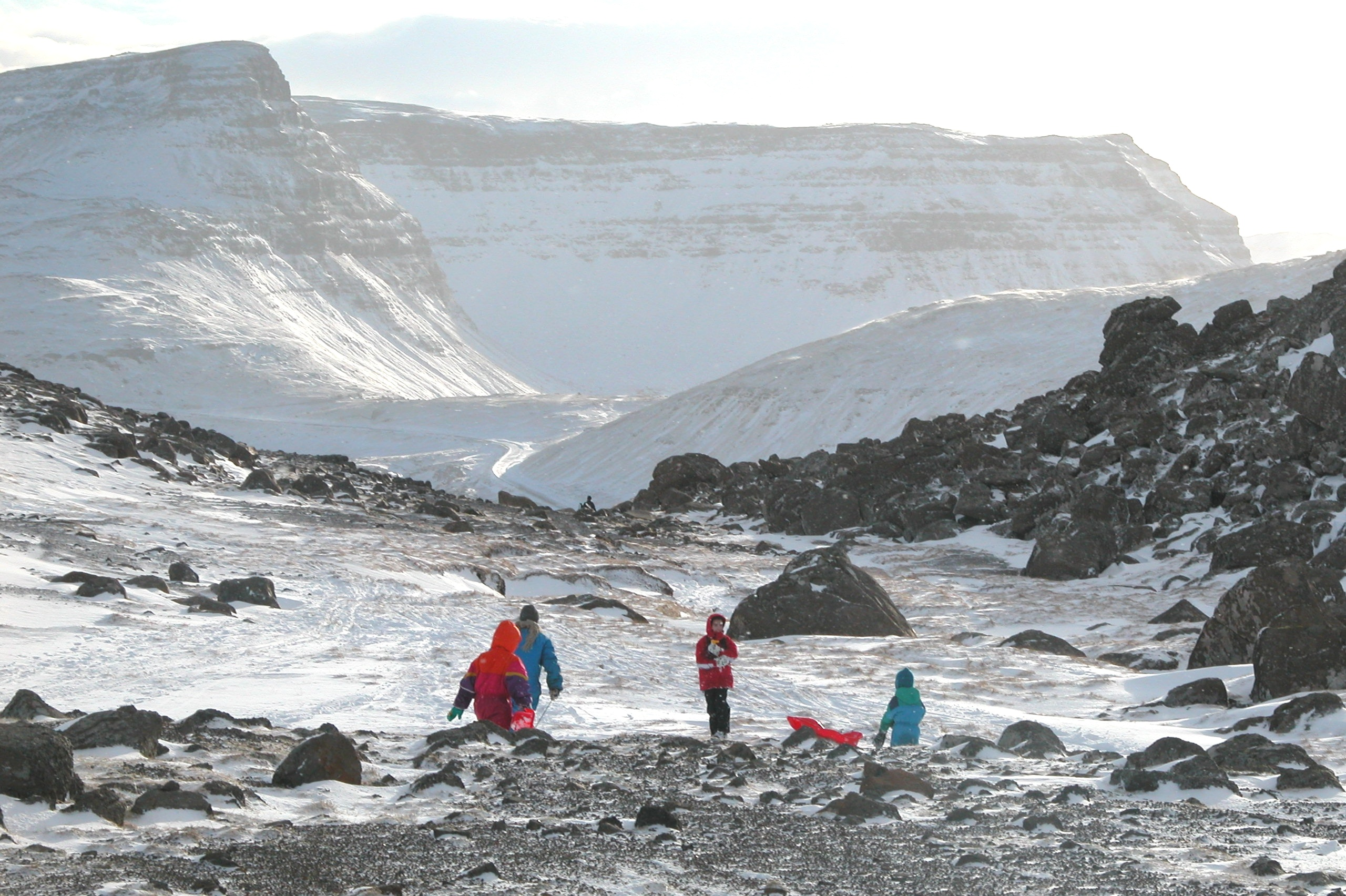
Altro scorcio del plateau della montagna

3. Temperatura media del mese più caldo (agosto): 6.5 °C